# 北アメリカの旗一覧
北アメリカの旗一覧（きたアメリカのはたいちらん）は北アメリカの国家、国際機関の旗一覧である。

北アメリカの23ヶ国の国旗（グリーンランドを除く）

## 国際機関

米州機構の旗
カリブ共同体の旗
中米統合機構の旗
北米自由貿易協定の旗
フランコフォニー国際機関の旗

## 北アメリカ

バミューダの旗
カナダの国旗 カナダの旗一覧も参照
グリーンランドの旗
メキシコの国旗
フランス領サンピエール・ミクロンの旗
アメリカ合衆国の国旗 アメリカ合衆国の州旗一覧も参照

### カリブ海諸国

オランダ領アルバの旗
アンティグア・バーブーダの国旗
イギリス領アンギラの旗
バハマの国旗
バルバドスの国旗
オランダ領ボネール島の旗
イギリス領ヴァージン諸島の旗
イギリス領ケイマン諸島の旗
キューバの国旗
オランダ領キュラソーの旗
ドミニカ国の国旗
ドミニカ共和国の国旗
グレナダの国旗
フランス領グアドループの旗
ハイチの国旗
ジャマイカの国旗
フランス領マルティニークの旗
イギリス領モントセラトの旗
アメリカ領プエルトリコの旗
オランダ領サバ島の旗
フランス領サン・バルテルミー島の非公式な旗
セントクリストファー・ネイビスの国旗
セントルシアの国旗
セントビンセント・グレナディーンの国旗
オランダ領シント・ユースタティウス島の旗
オランダ領シント・マールテンの旗
トリニダード・トバゴの国旗
イギリス領タークス・カイコス諸島の旗
アメリカ領ヴァージン諸島の旗

### 中央アメリカ

ベリーズの国旗
コスタリカの国旗
エルサルバドルの国旗
グアテマラの国旗
ホンジュラスの国旗
ニカラグアの国旗
パナマの国旗